# Muammar Gaddafi
Muammar Muhammad Abu Minyar al-Gaddafi (Abu Hadi, c. 1942 – Sirte, 20 de outubro de 2011), vulgarmente conhecido como Coronel Gaddafi, foi um revolucionário líbio, político e teórico político. Governou a Líbia como Presidente Revolucionário da República Árabe Líbia de 1969 a 1977 e depois como "Líder Fraternal" da Grande Jamahiriya Árabe Popular Socialista da Líbia de 1977 a 2011. Inicialmente estava ideologicamente empenhado no nacionalismo árabe e no socialismo árabe, mas mais tarde governou conforme a sua própria Terceira Teoria Internacional.
Nascido perto de Sirte, Líbia Italiana, numa família beduína pobre, Gaddafi tornou-se um nacionalista árabe enquanto frequentava a escola em Sabha, matriculando-se mais tarde na Academia Militar Real, Benghazi. No seio das forças armadas, fundou um grupo revolucionário que depôs a monarquia Senussi, apoiada pelo Ocidente, de Idris I, num golpe de Estado em 1969. Tendo tomado o poder, Gaddafi converteu a Líbia numa república governada pelo Conselho do Comando Revolucionário. Governando por decreto, deportou a população italiana da Líbia e expulsou as bases militares ocidentais. Reforçando os laços com os governos nacionalistas árabes — especialmente o Egipto de Gamal Abdel Nasser — ele defendeu sem sucesso a união política pan-árabe. Um modernista islâmico, introduziu a xaria como base do sistema legal e promoveu o "socialismo islâmico". Nacionalizou a indústria petrolífera e utilizou as crescentes receitas estatais para reforçar os militares, financiar revolucionários estrangeiros, bem como implementar programas sociais com ênfase na construção de casas, cuidados de saúde e projetos educacionais. Em 1973, iniciou uma "Revolução Cultural" com a formação de Congressos Populares de Base, apresentados como um sistema de democracia direta, mas mantendo o controlo pessoal sobre as principais decisões. Descreveu a sua Terceira Teoria Internacional nesse ano no Livro Verde.
Gaddafi transformou a Líbia num novo estado socialista chamado Jamahiriya ("estado das massas") em 1977. Adotou oficialmente um papel simbólico na governação, mas permaneceu chefe dos comités militares e revolucionários responsáveis pelo policiamento e repressão da dissidência. Durante as décadas de 1970 e 1980, os conflitos fronteiriços mal sucedidos da Líbia com o Egipto e o Chade, o apoio aos militantes estrangeiros, e a alegada responsabilidade pelo atentado de Lockerbie na Escócia deixaram-no cada vez mais isolado na cena mundial. Uma relação particularmente hostil desenvolveu-se com os Estados Unidos, Reino Unido e Israel, resultando no bombardeamento da Líbia pelos Estados Unidos em 1986 e sanções económicas impostas pelas Nações Unidas. A partir de 1999, Gaddafi evitou o pan-arabismo e encorajou a aproximação com as nações ocidentais e o pan-africanismo; foi presidente da União Africana de 2009 a 2010. No meio da Primavera Árabe de 2011, protestos contra a corrupção e o desemprego generalizados eclodiram na Líbia Oriental. A situação levou a uma guerra civil, na qual a NATO interveio militarmente do lado do antiGaddafista Conselho Nacional de Transição (NTC). O governo foi derrubado e Gaddafi retirou-se para Sirte, sendo capturado e morto pelos militantes do NTC.
Uma figura altamente polarizante, Gaddafi dominou a política da Líbia durante quatro décadas e foi objeto de um culto de personalidade generalizado. Foi condecorado com vários prémios e elogiado pela sua postura anti-imperialista, apoio à unidade árabe e depois africana, bem como por melhorias significativas que o seu governo trouxe à qualidade de vida do povo líbio. Pelo contrário, muitos líbios opuseram-se fortemente às suas reformas sociais e económicas; e foi acusado postumamente de abuso sexual. Também foi condenado pelos opositores como um ditador cuja administração autoritária violava sistematicamente os direitos humanos e financiava o terrorismo global.

## Grafia
O nome do líder líbio pode ser escrito de várias maneiras diferentes devido a dificuldades da transliteração da língua árabe e também da pronúncia regional da Líbia. As muitas grafias possíveis no alfabeto latino são, para o primeiro nome, Muamar, Muammar, Mu'ammar e Moammar e, para o sobrenome, Kadafi, Gadhafi, al-Khaddafi, al-Qadhafi e al-Khadafi. O próprio comandante líbio parecia preferir Moammar El-Gadhafi, Muammar Gadafi ou al-Gathafi.

## Biografia

### Infância e juventude
Gaddafi nasceu numa família de berberes beduínos, adepta do islamismo sunita, filho de Abu Meniar Gaddafi e Aisha Gaddafi em uma tenda no deserto líbio, próximo à cidade líbia de Surt ou Sirte (norte). Teve contato com beduínos comerciantes que viajavam pela região de Surt, com quem adquiriu e formou suas precoces posições políticas. De acordo com várias biografias, sua família pertence a uma pequena tribo de árabes, os Qadhadhfa.
A data de nascimento de Gaddafi não é certa, com várias fontes dando datas divergentes. Algumas fontes colocam sua data de nascimento como sendo em 1942 ou na primavera de 1943, embora os biógrafos David Blundy e Andrew Lycett afirmam que ele pode ter nascido antes de 1940.
Muitos familiares de Gaddafi haviam lutado contra os colonizadores italianos no movimento liderado por Omar al-Mokhtar, sendo relatado que seu avô foi morto em combate e que seu pai e seu tio passaram um período de suas vidas como prisioneiros dos italianos.
Quando tinha 10 anos, seu pai, um pastor de camelos, que avaliava que o filho tinha uma inteligência incomum, investiu suas magras economias para internar o filho em uma escola primária em Sirte.
Quando tinha entre 12 e 13 ouvia pelo rádio os discursos do líder egípcio Gamal Abdel Nasser, que chamava os povos árabes à unidade política (pan-arabismo) e defendia a causa palestina, o que o ajudou a adquirir uma precoce consciência política.
Gadafi foi enviado para fazer os estudos secundários na cidade de Saba, onde, em 1956, formou, junto com três colegas, a primeira célula de seu futuro movimento revolucionário, que tinha como objetivos apoiar o programa pan-árabe de Nasser e, a longo prazo, derrubar o rei Idris I. Naquele mesmo ano participou de protestos anti-israelenses durante a Crise de Suez.
Os integrantes daquela primeira célula decidiram seguir carreira militar para futuramente articular um golpe militar, além disso cada um deles iria formar uma segunda célula com mais três integrantes, que, por sua sua vez, também formariam novas células, e assim progressivamente. Além disso, para garantir a segurança do movimento, cada conspirador somente conhecia os integrantes e as atividades das duas células das quais participava. No início de outubro de 1961 organizou uma manifestação de jovens em apoio à Guerra de Independência Argelina, que teve também conteúdo antimonarquista, isso resultou em sua prisão e expulsão da cidade.
O jovem líder concluiu o ensino secundário em uma escola de Misurata, onde criou uma nova rede de células revolucionárias, naquela cidade também foi elaborado um código secreto para proteger a comunicação entre os líderes das diferentes células da repressão policial. Para evitar a repressão, a organização se apresentava como um grupo de debates sobre Nasser e de atividades antisionistas, ocultando o objetivo de derrubada da monarquia.
Após o término de seus estudos secundários, Gaddafi iniciou a carreira militar. Integrou a Academia Militar de Bengazi, segunda principal cidade do país, e também integrou a Real Academia Militar de Sandhurst, na Inglaterra.

### Tomada do poder

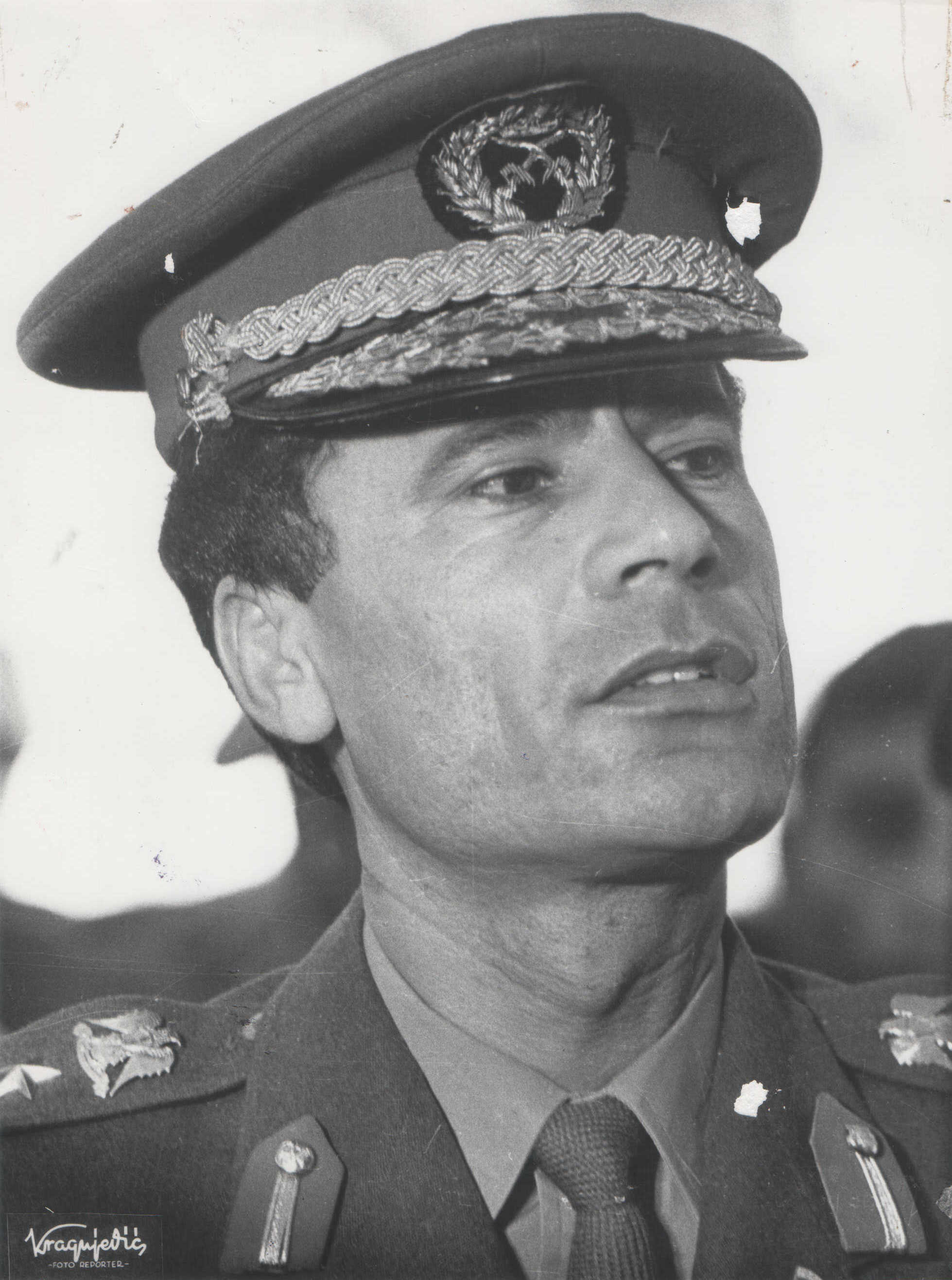
Gaddafi na década de 1970

No ano de 1969 o governo de Idris I passava por uma crise de impopularidade, pois grandes quantidades de petróleo líbio estavam sendo compradas pelos Estados Unidos e Europa, sem trazer grandes melhorias ao povo Líbio. Admirador do líder egípcio e nacionalista árabe Gamal Abdel Nasser, Muammar al-Gaddafi,  aos 27 anos de idade, foi naquele membro das tropas revolucionárias que tomaram o governo do país, no dia 1º de setembro de 1969, tendo como líder Mahmud Sulayman al-Maghribi. Coronéis do exército líbio invadiram Trípoli e obrigaram Idris a renunciar
Logo após o golpe de estado, Al Magrabbi sai de cena e Gaddafi, como líder da revolução líbia, com a patente de coronel, toma o poder, substituindo o príncipe regente Hasan as-Senussi e o rei ausente (licenciado para fins médicos na Grécia e no Egito), Ídris I, tio de Hasan as-Senussi.
Uma vez instalado no governo do país, Gaddafi declara ilegais as bebidas alcoólicas e os jogos de azar. Exige e obtém a retirada americana e inglesa de bases militares, expulsa as comunidades judaicas e aumenta decididamente a participação das mulheres na sociedade. Além disso, retira da Líbia todos os americanos vindos através da aliança entre Idris I e os EUA, fecha danceterias, bordéis e bares instalados pelos americanos, impondo a toda Líbia o respeito aos preceitos morais do islamismo. Proibiu a exportação de petróleo para os EUA e confisca propriedades internacionais.[carece de fontes?]

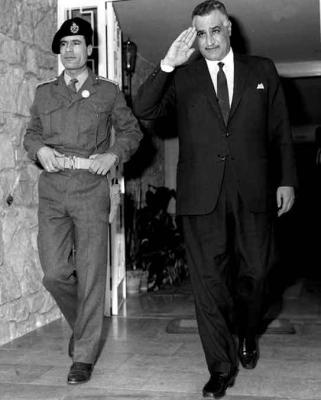
Gaddafi (esquerda) e Gamal Abdel Nasser, o presidente do Egito (direita). Em seu primeiro ano na presidência, Gaddafi estabeleceu forte aliança com o governo de Nasser.

Seguidor do pan-arabismo do presidente egípcio Nasser, copiou a Constituição egípcia e emulou seu lema nacional: "Liberdade, socialismo e unidade".
Pouco tempo depois, em 1970, morre Gamal Abdel Nasser. Inconformado, Gaddafi começou a patrocinar e apoiar todos grupos, países e facções antiamericanas ou anti-israelenses de que tinha conhecimento, entre eles os Panteras Negras, o Fatah e alguns países do Oriente Médio, tentando dar continuidade ao trabalho de Nasser, que tanto admirara. Gaddafi teve, inclusive, ligação direta com o massacre de Munique, realizado no dia 5 de setembro de 1972, durante os Jogos Olímpicos, patrocinando e dando cobertura ao grupo que ficou conhecido como Setembro Negro. Onze atletas israelenses foram assassinados nesse episódio.

### Atuação como presidente
Sua política girou em torno da unidade do mundo árabe. Por isso buscou alianças que o levaram a sonhar com os Estados Unidos do Saara, e fusões efêmeras com o Egito, Tunísia, Argélia e Marrocos. Em 1971, criou a União Socialista Árabe, único partido no país.
Em 15 de abril de 1973, após um fracassado golpe de Estado, anunciou uma revolução cultural com a inclusão dos chamados comitês populares de base (que atuam como pequenos ministérios).
Dois anos depois, ele superou uma tentativa de golpe de estado causado pelo mal-estar social e no ano seguinte publicou o Livro Verde, uma espécie de Constituição onde defendia a "terceira teoria universal" na qual expôs sua filosofia política, apresentando uma alternativa nacional ao socialismo e ao capitalismo, combinada com aspectos do islamismo.
Em 1977 criou o conceito de Jamahiriya ou "Estado das massas", em que o poder é exercido através de milhares de "comitês populares", com os quais daria voz ao povo por meio da criação do Congresso Geral do Povo (fórum legislativo que serve de intermediário entre as massas e a liderança do executivo).
Contrário à paz com Israel, em 1977, se opôs à iniciativa proposta pelo presidente egípcio Anwar Al Sadat.
As relações entre Estados Unidos e a Líbia que já estavam tensas, se intensificaram em 1981, quando dois caças americanos derrubaram duas aeronaves líbias no Golfo de Sidra, região declarada por Gaddafi como pertencente a Líbia. Os americanos declaram que foram atacados O presidente líbio alegou que o avião de sua força aérea pediu a retirada das aeronaves americanas, que sem resposta disparou primeiro. A agência de notícias soviética TASS, na época, considerou uma ameaça dos Estados Unidos aos países da região. Posteriormente, entre 1986 e 1989, houve outros incidentes de caráter militar na região.
Em 1982, como medida punitiva ao suposto patrocínio líbio a grupos terroristas, o governo norte-americano proibiu a importação de petróleo da Líbia.
Em 1984, renovou o Congresso Geral do Povo e criou duas novas secretarias, a de Universidades e de Segurança Exterior. A criação do organismo e a repressão aos dissidentes aumentaram a atividade de grupos opositores, principalmente a Frente Nacional para a Salvação da Líbia que, segundo Gaddafi, era patrocinada por governos estrangeiros.
Em 1986, após um atentado a bomba numa discoteca de Berlim Ocidental, quando morreram dois cidadãos norte-americanos, os EUA lançaram ataques aéreos contra em Trípoli e Bengazi e impuseram sanções econômicas contra o país. No final da década de 1980 o governo líbio foi acusado de envolvimento nos atentados contra aviões da Pan Am e da UTA, o que motivou  a imposição de sanções também pela ONU, em março de 1992.
Após sua filha morrer durante o bombardeio americano a Trípoli, Gaddafi distanciou-se  superficialmente de suas alianças com grupos terroristas.
Com relação à política externa, em 1988, reconciliou-se com a Tunísia e a Argélia e em 1989 aderiu à União Árabe Norte Africana. No que diz respeito à política interna, ele voltou a mandar prender fundamentalistas islâmicos.
Em 1992 e 1993 a Organização das Nações Unidas impôs sérias sanções à Líbia acusando seu líder de financiar o terrorismo pelo mundo. Essas sanções foram suspensas em 1999.
Com o embargo econômico, juntamente com a queda de preço do petróleo nos mercados internacionais, a situação econômica do país deteriorou-se rapidamente, aumentando o descontentamento popular. Em 1993, um grupo de altos oficiais do Exército liderou uma tentativa de golpe de estado, prontamente debelada pelo regime. Mais de 1 500 pessoas foram presas e a cúpula militar foi completamente reestruturada.
Em 1998 o chefe de Estado líbio sofreu um atentado. Foi baleado, tendo sido operado às pressas. A nova tentativa de golpe também fracassou e o regime foi mantido.
Na década de 2000 al-Gaddafi pagou integralmente indenizações às famílias dos mortos pelo atentado de Lockerbie. Na mesma década, o Presidente dos Estados Unidos, George W. Bush, diz ter desmantelado o arsenal nuclear líbio.

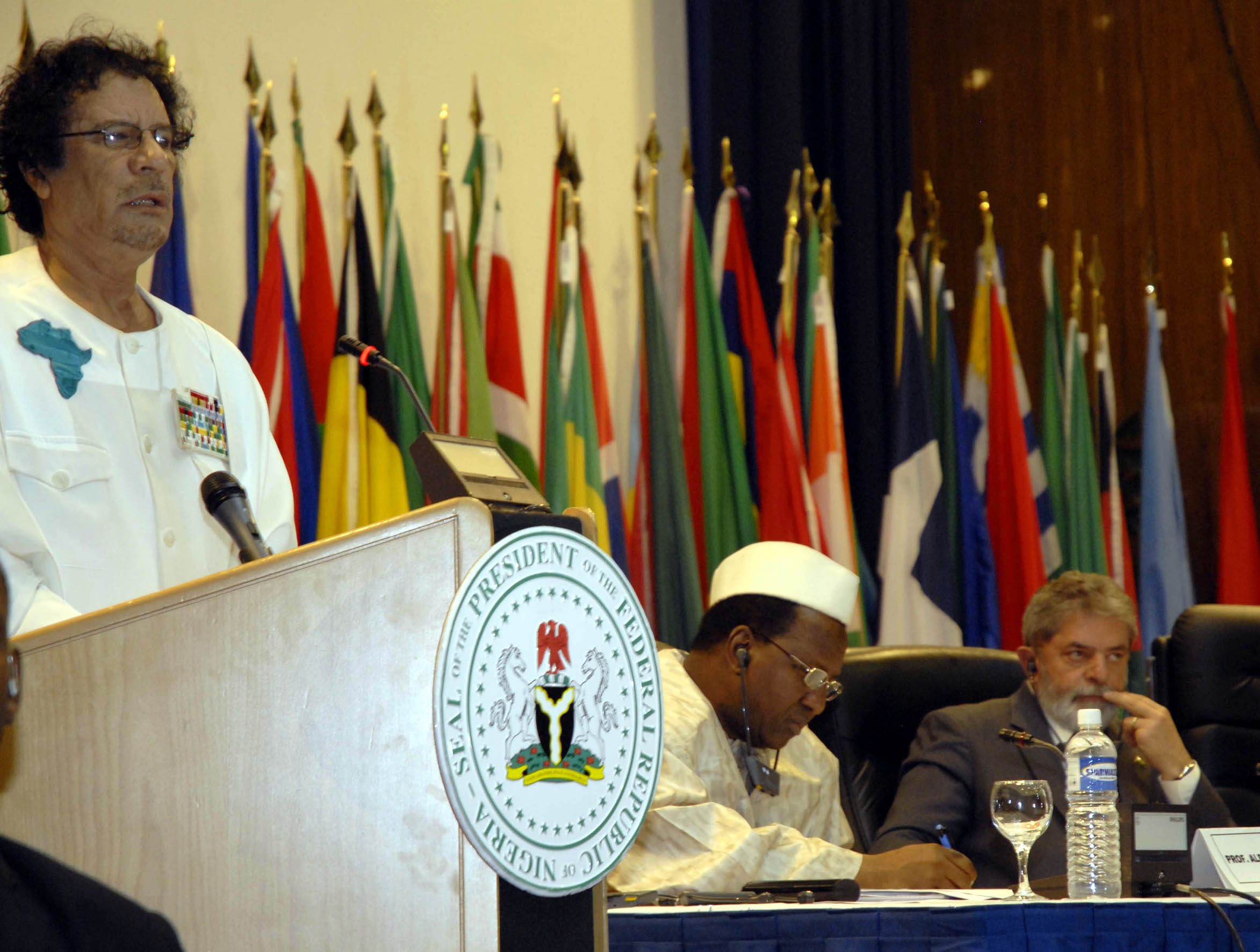
Muammar al-Gaddafi e o presidente brasileiro Luiz Inácio Lula da Silva, durante uma conferência na Nigéria, em 2006.

Em 2003, Gaddafi anunciou que desistira das armas de destruição em massa e que pretendia juntar-se à guerra ao terror, eixo da política externa americana durante o governo Bush. Logo depois George W. Bush suspendeu as sanções contra a Líbia. Em seguida, os produtores de petróleo dos EUA e da Grã-Bretanha expandiram suas atividades no país. Empresas como BP, Exxon, Halliburton, Chevron, Conoco e Marathon Oil juntaram-se a gigantes da indústria bélica, como Raytheon e Northrop Grumman, e a multinacionais como Dow Chemical e Fluor bem como à poderosa firma de advocacia White & Case para formar a US-Libia Business Association, em 2005.
Em 5 de agosto de 2003, passou a defender que o Conflito Israelo-Palestino fosse solucionado por meio de um Estado Único que acomodasse as duas nacionalidades, tal Estado poderia se chamar Isratina.
Em maio de 2006 a Líbia saiu da lista negra (de embargos econômicos) dos Estados Unidos.
Muammar al-Gaddafi foi um dos líderes mundiais que esteve há mais tempo no poder (desde 1969). Desde 2 de março de 1977 instaurou a "Grande Jamahiriya Árabe Líbia Popular e Socialista", nome que recebe oficialmente o estado líbio. Jamairia (em árabe: ﺟﻤﺎﻫﻴﺮﻳﺔ)   é um neologismo, geralmente traduzido como estado ou república das massas.
Durante seu governo, a Líbia avançou nos setores sociais por causa do lucro do petróleo líbio. O analfabetismo foi praticamente erradicado e a falta de moradia também. No início seu governo, também tentou eliminar o tribalismo existente na sociedade líbia, principalmente quando ele tinha uma alta popularidade. Quando começou a perder popularidade, ele passou a contar com as tribos líbias e passou a utilizar a rivalidade entre elas a seu favor.
Segundo os críticos, Gaddafi mantinha poder absoluto e autoritário na Líbia. Críticas foram duramente reprimidas e a mídia, durante seu governo, era rigorosamente controlada pelo Estado. Segundo o Human Rights Watch, o regime de Gaddafi prendeu centenas de pessoas por violarem a lei, levando algumas a morte e houve relatos de tortura e desaparecidos.
Pouco após a aprovação da resolução 1973 da ONU, Gaddafi concedeu uma entrevista polémica ao jornalista da Rádio e Televisão de Portugal Paulo Dentinho. Nesta entrevista, ele afirmou que "caso o mundo enlouquecesse, enlouqueceria junto, e que caso a Líbia fosse atacada, faria a vida dos líderes das potências ocidentais um inferno".

### Guerra civil

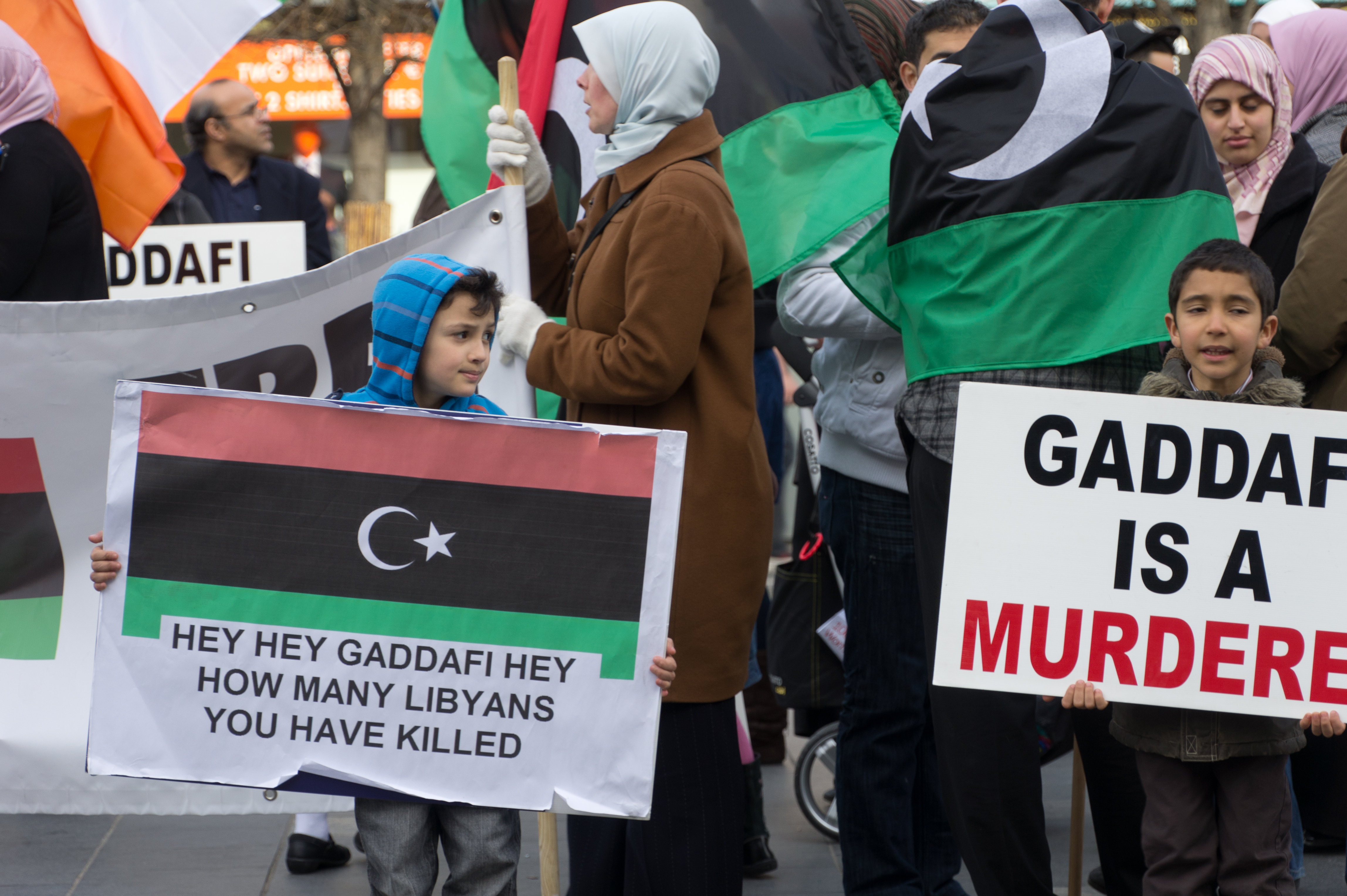
Manifestantes contrários a Gaddafi em Dublin, 2011

No apogeu das revoltas populares no norte da África e no Oriente Médio, Gaddafi ficou tenebroso com a possibilidade de que essa onda de manifestações atingisse seu país. Ele então tomou medidas para tentar melhorar a popularidade com o seu povo, reduzindo o preço dos alimentos, expurgando a liderança do exército de oficiais de lealdade duvidosa e libertando prisioneiros islamitas. Essas medidas se mostraram ineficazes. Em 17 de fevereiro de 2011, grandes protestos foram registrados por todo o país. Diferente da Tunísia e do Egito, a Líbia era religiosamente homogênea e não tinha movimentos islâmicos muito proeminentes, mas as principais causas da insatisfação eram a corrupção do governo e o clientelismo, enquanto o desemprego para a população em geral era de 30%. No auge das manifestações populares, em um sinal de ruptura com o governo, a delegação da Líbia na ONU acusou Gaddafi de genocídio e fez um apelo por sua renúncia. Diversas autoridades, inclusive o ministro da Justiça, Mustafá Abdel Jalil, e diplomatas em diferentes países, renunciaram, em protesto contra o uso excessivo de força na repressão das manifestações. Diplomatas que representavam o governo de Gaddafi na China, na Índia e na Liga Árabe deixaram seus cargos em protesto ao governo. O governo respondeu as manifestações com violência, com centenas de pessoas morrendo na repressão. Após a renúncia das autoridades, Saif al-Islam Muammar Al-Gaddafi anunciou a criação de uma comissão para investigar episódios violentos durante os protestos. A comissão seria dirigida por um juiz e incluiria membros de organizações de direitos humanos líbias e estrangeiras, mas esta nunca foi implementada. Uma coalizão de líderes muçulmanos líbios emitiu uma declaração dizendo que "é obrigação de todo muçulmano se rebelar contra o governo líbio".
Ao fim de fevereiro de 2011, o governo de Gaddafi já havia perdido o controle de boa parte do país, incluindo municípios como Misurata e Bengazi, além de cidades portuárias como Ra's Lanuf e Brega. A região leste da Líbia, que era mais pobre, rapidamente foi tomada por opositores. Gaddafi acusou os rebeldes de serem membros da al-Qaeda e afirmou que os caçaria "rua por rua, casa por casa". Sofrendo com deserções entre suas tropas, Muammar teve que recrutar mercenários de países vizinhos. Com equipamentos militares mais avançados e com soldados mais preparados, o governo lançou grandes ofensivas contra o leste da Líbia, que terminou com milhares de mortes. A cidade de Bengazi, considerada o coração da revolta, foi cercada e bombardeada. Gaddafi afirmou então em um discurso que "não mostraria piedade" aos rebeldes.
Devido a indícios de crimes contra a humanidade cometidos pelas tropas do governo contra os rebeldes e civis líbios, nas áreas de insurreição e combate, em 16 de maio de 2011, Luis Moreno-Ocampo, Procurador-Chefe do Tribunal Penal Internacional, sediado em Haia, solicitou mandato internacional de captura e prisão contra o líder líbio, por crimes contra a Humanidade.
Com a derrota iminente da oposição, parecia que Gaddafi iria triunfar. Contudo, em 17 de março de 2011, o Conselho de Segurança das Nações Unidas aprovou a Resolução 1973 que autorizava seus Estados-membros a "tomar todas as medidas necessárias para proteger os civis e áreas civis densamente povoadas sob ameaça de ataque na Líbia". Dois dias depois, forças aéreas e navais da OTAN, lideradas por França, Estados Unidos e Reino Unido bombardearam alvos militares por toda a Líbia, focando especialmente as cidades de Trípoli e Bengazi. Nesta última, os bombardeios aéreos garantiram o fim do cerco e firmou a primeira grande vitória às forças militares da oposição, que passariam o resto da guerra na ofensiva. Com a intervenção militar da OTAN em andamento, os rebeldes (agora representados por uma organização unificada, o Conselho Nacional de Transição ou CNT) iniciaram a marcha até o oeste do país, tomando boa parte da região central da Líbia. Violentos combates seguiam enquanto a oposição tomava uma cidade após a outra. Acuado, Gaddafi e as forças leais a ele continuavam em retirada até a região oeste.
Em agosto de 2011, as tropas do Conselho Nacional de Transição lançaram-se sobre Trípoli e após uma intensa batalha, conquistaram a cidade. Apoiados pela OTAN, os rebeldes líbios atacaram várias outras cidades litorâneas até chegar a capital. Logo após a queda da cidade, Gaddafi, seus parentes e membros do seu governo fugiram. Para a comunidade internacional, ele já não falava mais pelo povo líbio, tendo essa autoridade recaindo sobre o CNT.

### Morte
Em 20 de outubro de 2011, após a queda de Sirte, o último  grande reduto das forças de Gaddafi, o Conselho Nacional de Transição informou oficialmente à Al Jazeera que Gaddafi havia sido capturado. De acordo com algumas fontes, Gaddafi teria sido ferido nas pernas ou levado dois tiros no peito. Segundo as primeiras informações, ele teria  morrido em consequência desses ferimentos. Imagens de um vídeo amador mostram o corpo ensanguentado de Gaddafi, ainda vivo, sendo carregado como um troféu em Sirte.
O primeiro-ministro do Conselho Nacional de Transição (CNT) líbio, Mahmoud Jibril, confirmou a morte do ex-líder Muammar Kadhafi, durante os confrontos pela tomada da cidade de Sirte. "Esperávamos havia muito tempo por este momento. Muammar Kadhafi foi morto", afirmou à Associated Press. Segundo Jibril, a autópsia determinou que o líder deposto foi morto por um ferimento de bala na cabeça, após sua captura. Jibril afirmou, durante entrevista coletiva, que Gaddafi estava em boa saúde e armado, quando foi encontrado. Enquanto era levado até uma caminhonete, levou um tiro no braço ou na mão direita. Posteriormente, levou um tiro na cabeça sob circunstâncias não claras.
O corpo de Gaddafi foi levado para uma câmara fria e ficou exposto para visitação pública, juntamente com o corpo de seu filho Mo'tassim e do chefe militar do regime Abu-Bakr Yunis Jabr, durante 4 dias. Posteriormente foram enterrados em um local secreto, numa simples e respeitosa cerimônia, de acordo com o governo líbio. De acordo com o jornal francês Le Figaro, o corpo de Muammar Gaddafi foi enterrado no meio do deserto em um local não especificado para evitar que o túmulo se torne um local de peregrinação de seus partidários. Em seu testamento político divulgado pouco depois da sua morte, Gaddafi exortou o seu povo a continuar lutando e resistindo de todas as formas contra o novo governo e deixou instruções sobre como ele gostaria de ser enterrado, a maneira muçulmana.
A notícia de seu falecimento gerou comoção entre os líderes africanos subsaarianos, que foram favorecidos por políticas sociais em seus países que tinham uma boa imagem do líder morto devido ao apoio dado pelo Regime Deposto ao Congresso Nacional Africano (CNA) em sua luta contra o Apartheid. Um senador nigeriano disse a imprensa local de seu país que "Gaddafi foi um dos grandes líderes africanos" e fez menção ao papel político dele na região. Em Uganda, 30 mil pessoas compareceram numa celebração religiosa para demonstrar luto pela morte do ex-líder líbio.
Os oponentes do seu regime, contudo, comemoraram sua morte. Mahmoud Jibril, na época um dos principais líderes da oposição líbia, afirmou que agora o país poderia iniciar sua transição para uma democracia plena. Mustafa Abdul Jalil, considerado líder político da revolta, declarou a "libertação" do país, três dias após a morte de Gaddafi. Líderes de nações ocidentais também receberam bem a notícia afirmando que agora a Líbia poderia seguir em frente. Barack Obama, presidente dos Estados Unidos (país que mais participou do conflito), afirmou que a morte de Muammar al-Gaddafi "marca o fim de um longo e doloroso capítulo para o povo líbio".
Em entrevista concedida em 15 de dezembro de 2011, o então primeiro-ministro russo, e candidato à presidência daquela país, Vladimir Putin, acusou forças especiais dos Estados Unidos de estarem envolvidas no assassinato de Gaddafi. Por sua vez, os militares norte-americanos ridicularizaram a acusação.
Em 16 de dezembro de 2011, o procurador do Tribunal Penal Internacional, Luís Moreno OCampo, afirmou que a morte do antigo líder líbio poderá ser considerada um crime de guerra, a declaração ocorreu um dia após a divulgação de uma carta na qual Aisha Gaddafi solicitou a abertura de um inquérito para investigar a morte de seu pai e de seu irmão.
Estima-se que pelo menos 30 mil pessoas tenham morrido no conflito.

## Ideologia

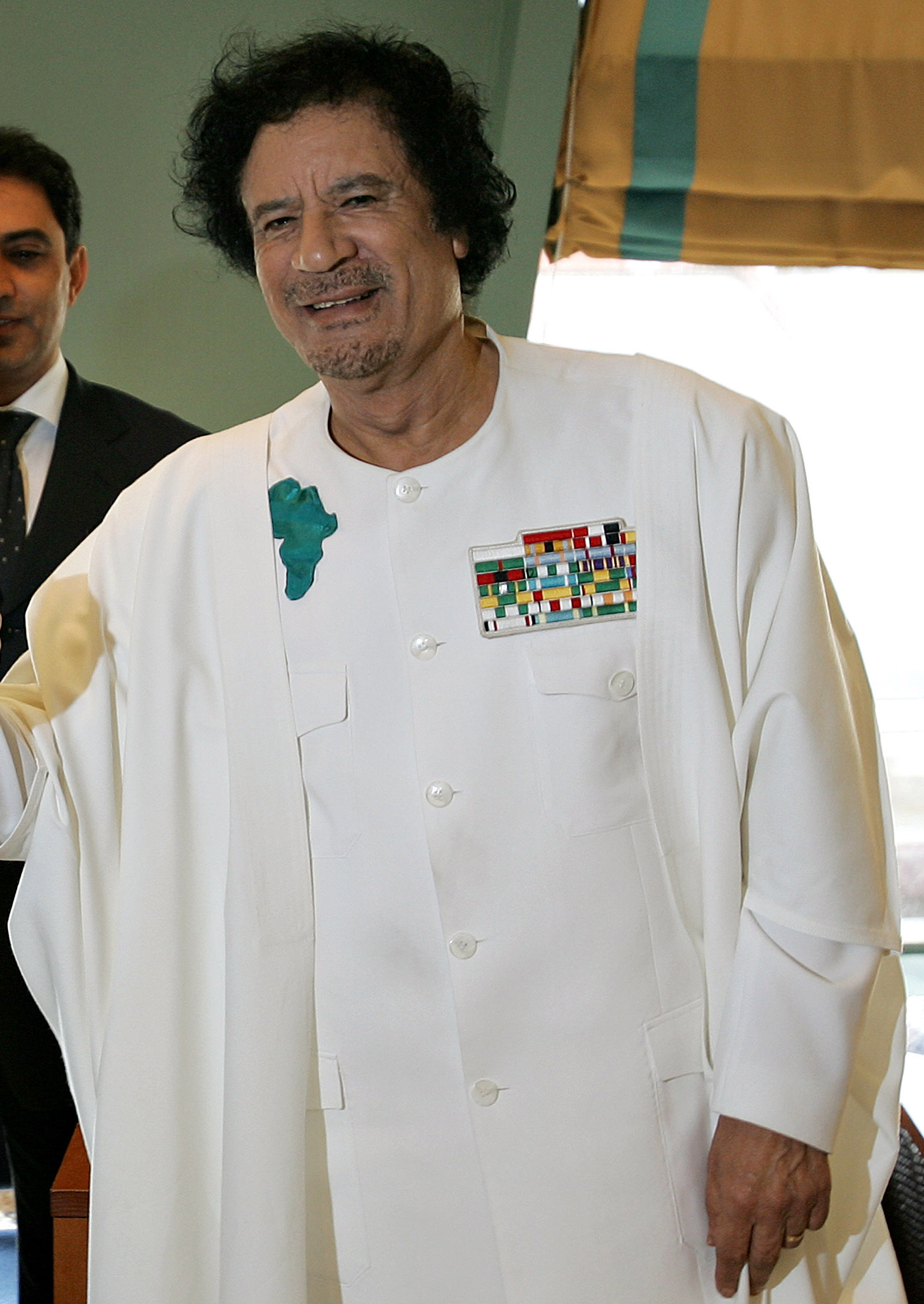
Fotografia de Muammar Gaddafi

Em sua época de estudante, Gaddafi adotou as ideologias do nacionalismo árabe e do socialismo árabe, pois era fortemente influenciado por Gamal Abdel Nasser.
Durante o início da década de 1970, Gaddafi formulou sua própria abordagem do nacionalismo e do socialismo árabe, conhecida como Terceira Teoria Internacional, que foi descrita como uma combinação de socialismo utópico, nacionalismo árabe e terceiro-mundismo, que eram teorias que estavam em voga na época.
Sua nova teoria foi consolidada por meio do Livro Verde, no qual ele pretendeu "explicar a estrutura da sociedade ideal" e defendeu a unificação do mundo árabe em um único estado-nação.
Ele descreveu sua abordagem para a economia como socialismo islâmico, embora outros biógrafos sustentem que o socialismo de Kadafi tinha um "tom curiosamente marxista". Gaddafi via seu "Regime das massas socialista" como um modelo que o mundo árabe, o mundo islâmico e os países não alinhados deveriam seguir.
Sua visão de mundo foi moldada pela sua experiência de vida, ou seja, a sua fé islâmica, sua educação beduína, e seu desgosto com as ações de colonizadores europeus na Líbia. Ele acreditava que estava cumprindo uma "missão divina" e que era um instrumento de Alá, razão pela qual supunha que qualquer ação para atingir seus objetivos seria legítima, não importando os custos.
| “ | Chamamos (essa teoria) de "Terceira Teoria Internacional" para indicar que há um novo caminho para todos aqueles que rejeitam tanto o capitalismo como o comunismo materialista e ateu, é o caminho: para todas as pessoas do mundo que abominam o confronto perigoso entre o Pacto de Varsóvia e a Otan, para todos aqueles que acreditam que todas as nações do mundo são irmãs, sob a égide do Estado de Deus. | ” |

Sendo um muçulmano sunita defendeu a implementação da Sharia na Líbia, e desejava a unidade em todo o mundo islâmico.
Em 2010, durante uma visita à Itália, contratou uma agência de modelos para trazer 500 jovens mulheres italianas para uma palestra na qual ele as convidou para se converterem ao islamismo.
Ele financiou a construção e reforma de duas mesquitas na África, incluindo Mesquita Nacional de Uganda.
Por outro lado, divergia de clérigos líbios conservadores quanto à sua interpretação do Islã, que o criticavam por encorajar as mulheres a entrar em setores da sociedade tradicionalmente reservados somente aos homens, como, por exemplo, as forças armadas.
Outro aspecto fundamental da ideologia de Khadafi era o antissionismo, sendo, portanto, contrário à existência do Estado de Israel, e que qualquer compromisso árabe com aquele Estado seria uma traição ao povo árabe, mas a partir do final da década de 1990 passou a moderar seu antissionismo e passou a defender a Solução de Um Estado para o conflito israelo-palestino
Acusava os Estados Unidos da América de ser um país imperialista, em grande medida em decorrência do apoio dos EUA ao Estado de Israel.

## Família
A primeira esposa de Gaddafi foi Fatiha al-Nuri (1969-1970). Sua segunda esposa foi Safia Farkash, uma antiga enfermeira da tribo Obeidat nascida em Bayda. Ele a conheceu em 1969, após a revolta, quando foi hospitalizado com apendicite; o casal permaneceu casado até sua morte. Gaddafi tinha oito filhos biológicos, sete deles do sexo masculino:
- Muhammad Gaddafi (nascido em 1970), seu filho mais velho, era seu único filho com a primeira esposa. Muhammad comandou o Comitê Olímpico Líbio.[89] Em 21 de agosto de 2011, durante a batalha de Trípoli, as forças rebeldes do Conselho Nacional de Transição afirmaram terem aceito a rendição de Muhammad quando tomaram a cidade.[91] Isso foi mais tarde confirmado quando ele deu uma entrevista por telefone à Al Jazeera, dizendo que tinha se rendido aos rebeldes e havia sido bem tratado.[92] Ele teria escapado no dia anterior com a ajuda das forças leais restantes, fugindo para a vizinha Argélia com sua madrasta, outro irmão e sua irmã.[93]
- Saif al-Islam Gaddafi (nascido em 25 de junho de 1972), seu segundo filho, é um arquiteto que foi alvo de longo rumores de ser o sucessor de Gaddafi. Ele era um porta-voz para o mundo ocidental e negociava acordos com a Itália e os Estados Unidos. Era visto como politicamente moderado, e em 2006, depois de criticar o governo de seu pai, rapidamente deixou a Líbia. Durante a Batalha de Sirte em 20 de outubro de 2011, tentou fugir e houve informações incorretas de que havia sido capturado pelas forças rebeldes e levado para um hospital.[94] Foi preso em 19 de novembro na cidade de Ubari, perto de Saba no sul da Líbia, 640 km (400 milhas) de Tripoli. Há informações de que havia sido levado para Zintane de avião. Sua captura foi confirmada pelo Tribunal Penal Internacional (TPI).[95]
- Al-Saadi al-Gaddafi (nascido em 25 de maio de 1973), é um jogador de futebol profissional.
- Hannibal Gaddafi (nascido em 20 de setembro de 1975),[96] é um antigo funcionário da Companhia Geral de Transporte Marítimo Nacional, uma empresa especializada em exportações de petróleo. Ele é mais conhecido por seu incidentes violentos na Europa, atacando policiais na Itália (2001), dirigir embriagado (2004), e por agredir uma namorada em Paris (2005).[97] Em 2008, foi acusado de agredir dois funcionários de um hotel suíço e foi preso pela polícia suíça. A prisão criou um forte impasse entre a Líbia e a Suíça.[98] Ele fugiu para a vizinha Argélia com sua mãe, um irmão e sua irmã.
- Aisha Gaddafi (nascida em 1976), a única filha biológica de Gaddafi, é uma advogada que se juntou à equipe de defesa do ex-líder iraquiano Saddam Hussein e do jornalista iraquiano Muntadhar al-Zaidi .[89] Ela é casada com o primo de seu pai, o Coronel Ahmed al-Gaddafi al-Qahsi. Fugiu para a Argélia com sua mãe e dois de seus irmãos, onde ela deu à luz seu quarto filho.
- Mutassim Gaddafi (1977 – 20 de outubro de 2011), quinto filho de Gaddafi, era um tenente-coronel do Exército líbio. Ele mais tarde serviu como Conselheiro de Segurança Nacional da Líbia. Era visto como um possível sucessor de seu pai, depois de Saif al-Islam. Mutassim foi morto junto com seu pai durante a Batalha de Sirte.[99]
- Saif al-Arab al-Gaddafi (1982 – 30 de abril de 2011), foi nomeado comandante militar do Exército líbio durante a Guerra Civil Líbia. Saif al-Arab e três netos de Gaddafi foram mortos por um bombardeio da OTAN em abril de 2011. Isto é contestado pelas organizações supostamente responsáveis.[100]
- Khamis Gaddafi (27 de maio de 1983 – 29 de agosto de 2011), seu sétimo filho, estava servindo como o comandante da elite do Exército líbio, a Brigada Khamis. Possivelmente morto em combate.[101]

É também alegado que Gaddafi adotou dois filhos, Hanna e Milad.
- Hana Moammar Gaddafi (reivindicada por Gaddafi como sendo sua filha adotiva, mas a maioria dos fatos que cercam esta reivindicação são disputados) foi aparentemente morta na idade de quatro anos em um bombardeio dos EUA em 1986 na chamada Operação El Dorado Canyon contra Trípoli e Bengazi em retaliação pelo ataque terrorista em um clube noturno de Berlim frequentado por militares estadunidenses, que matou uma mulher de nacionalidade turca e dois soldados americanos.[104][105] Nenhum jornalista jamais ouviu falar dela antes do bombardeio.[106][107] Ela pode não ter morrido; a adoção pode ter sido póstuma, ou ele pode ter adotado uma segunda filha e deu-lhe o mesmo nome após a primeira falecer.[108]

Presume-se que o cunhado de Gaddafi, Abdullah Senussi, seria o líder da inteligência militar.

### Citações
1. ↑  «How are you supposed to spell Muammar Gaddafi/Khadafy/Qadhafi?». The Straight Dope. 1986. Consultado em 5 de março de 2006. Cópia arquivada em 5 de fevereiro de 2017
2. ↑  Gibson, Charles (22 de setembro de 2009). «How Many Different Ways Can You Spell 'Gaddafi'». ABC News. Consultado em 22 de fevereiro de 2011. Arquivado do original em 6 de fevereiro de 2012
3. ↑  «Saif Gaddafi on How to Spell His Last Name». The Daily Beast. 1 de março de 2011. Consultado em 1 de setembro de 2011. Cópia arquivada em 6 de outubro de 2017
4. ↑  Fisher, Max (24 de agosto de 2011). «Rebel Discovers Qaddafi Passport, Real Spelling of Leader's Name». The Atlantic. Consultado em 6 de outubro de 2017. Cópia arquivada em 5 de abril de 2013
5. ↑  Anil Kandangath (25 de fevereiro de 2011). «How Do You Spell Gaddafi's Name?». Doublespeak Blog. Arquivado do original em 28 de fevereiro de 2011
6. ↑  «Google Ngram Viewer»
7. ↑  Pereira, Christophe (2008). «Libya». Encyclopedia of Arabic Language and Linguistics. 3. [S.l.]: Brill. pp. 52–58
8. ↑  Folha: Nome de ditador líbio pode ser escrito de dezenas de formas
9. ↑  By Sadie Bass (22 de setembro de 2009). «How Many Different Ways Can You Spell 'Gaddafi'?». ABC News. Consultado em 4 de fevereiro de 2012. Arquivado do original em 3 de fevereiro de 2012
10. ↑  KYLE, Benjamin. Kadafi, Coleção: Os Grandes Líderes, São Paulo: Ed. Nova Cultural, 1987, p 7-8
11. ↑  Blundy, David; Lycett, Andrew (1987). Qaddafi and the Libyan Revolution. Boston e Toronto: Little Brown & Co. ISBN 978-0-316-10042-7.
12. ↑  Kawczynski, Daniel (2011). Seeking Gaddafi: Libya, the West and the Arab Spring. Londres: Biteback. ISBN 978-1-84954-148-0.
13. ↑  KYLE, Benjamin. Kadafi, Coleção: Os Grandes Líderes, São Paulo: Ed. Nova Cultural, 1987, p 9
14. ↑  KYLE, Benjamin. Kadafi, Coleção: Os Grandes Líderes, São Paulo: Ed. Nova Cultural, 1987, p 10
15. ↑  KYLE, Benjamin. Kadafi, Coleção: Os Grandes Líderes, São Paulo: Ed. Nova Cultural, 1987, p 10-12
16. ↑  KYLE, Benjamin. Kadafi, Coleção: Os Grandes Líderes, São Paulo: Ed. Nova Cultural, 1987, p 14
17. ↑  «Profile: Muammar Gaddafi» em inglês, acessado em 17 de dezembro de 2011
18. ↑  KYLE, Benjamin. Kadafi, Coleção: Os Grandes Líderes, São Paulo: Ed. Nova Cultural, 1987, p 14-15
19. ↑  «Каддафи - правитель Ливии. Сын бедуина - отец нации» em russo, acessado em 17 de dezembro de 2011
20. ↑  KYLE, Benjamin. Kadafi, Coleção: Os Grandes Líderes, São Paulo: Ed. Nova Cultural, 1987, p 17
21. ↑  «Fantástico - Globo.com» (23 de agosto de 2011)
22. ↑  «lcweb2.loc.gov». lcweb2.loc.gov. Consultado em 2 de setembro de 2021
23. ↑  «Gadafi confirma que los dos aviones libios abrieron fuego primero contra los norteamericanos - Elpais.com» (25 de agosto de 1981)
24. ↑  Ministério das Relações Exteriores (Brasil). Divisão da África III Líbia Arquivado em 12 de março de  2011, no Wayback Machine.. Maio de 2005.
25. ↑  «Oposição denuncia acordo de lobistas dos EUA com Kadafi» Por Marcus Baram. Carta Maior / Huffington Post, 28 de fevereiro de 2011.
26. ↑  «White Book (ISRATIN)» em inglês, acesso de 24 de dezembro de 2012
27. ↑  «The One-State Solution» em inglês, acesso de 24 de dezembro de 2012
28. ↑  «Nome oficial da Grande Jamairia Árabe Líbia Popular Socialista» (em inglês)
29. ↑  Mohamed Hussein (22 de fevereiro de 2011). «Análise: Enfraquecimento de apoio tribal pode erodir poder de Khadafi». BBC Brasil. Consultado em 21 de novembro de 2011
30. ↑  Aidan Lewis (22 de fevereiro de 2011). «Com fama de excêntrico e de orientação nacionalista, Khadafi tirou Líbia do isolamento». BBC Brasil. Consultado em 21 de novembro de 2011
31. ↑  «EUA convocam França e Reino Unido para ação após ONU aprovar zona de exclusão aérea sobre a Líbia» acessado em 5 de abril de 2012
32. ↑  Kawczynski, Daniel (2011). Seeking Gaddafi: Libya, the West and the Arab Spring. Biteback. ISBN 978-1-84954-148-0.
33. ↑  «"Libyan demonstrators say they'll soldier on despite violent crackdown"» Página acessada em 24 de janeiro de 2014.
34. ↑  Último Segundo - Página visitada em 28.02.2010
35. ↑  «Gaddafi Defiant as State Teeters». Al Jazeera. 23 de fevereiro de 2011. Consultado em 19 de março de 2011
36. ↑  «Middle East and North Africa Unrest». BBC News. 24 de fevereiro de 2011. Consultado em 24 de fevereiro de 2011. Cópia arquivada em 28 de janeiro de 2011
37. 1 2  Bruce St. John, Ronald (2012). Libya: From Colony to Revolution. Oxford: Oneworld. ISBN 978-1-85168-919-4.
38. ↑  «"Gaddafi Tells Rebel City, Benghazi, 'We Will Show No Mercy'"» Página acessada em 24 de janeiro de 2014.
39. ↑  «Prosecutor requests arrest warrants for Gadhafi, 2 others». CNN. Consultado em 16 de maio de 2011
40. ↑  UN: Security Council Approves ‘No-Fly Zone’ over Libya, Authorizing ‘All Necessary Measures’ to Protect Civilians, by Vote of 10 in Favour with 5 Abstentions
41. ↑  «Nato takes over Libya no-fly zone». BBC. 24 de março de 2011. Consultado em 27 de março de 2011
42. ↑  «"Libya: Benghazi about to fall... then came the planes"» Página acessada em 24 de janeiro de 2014.
43. ↑  «"Tripoli Falls To Libyan Rebels "» Página acessada em 24 de janeiro de 2014.
44. ↑  «BBC News - Libyan forces 'capture Gaddafi'». Bbc.co.uk. 18 de setembro de 2011. Consultado em 20 de novembro de 2011
45. ↑  Weaver, Matthew. «Libya: fall of Sirte - live updates | World news | guardian.co.uk». Guardian. Consultado em 20 de novembro de 2011
46. ↑  «NTC claims capture of Gaddafi - Africa». Al Jazeera English. Consultado em 20 de novembro de 2011
47. ↑  «Kadhafi é capturado e morto na Líbia». Al Jazeera English. Consultado em 20 de outubro de 2011
48. ↑  «Latest from Libyan conflict | Liveblog live blogging | Reuters.com». Live.reuters.com. 9 de fevereiro de 2009. Consultado em 20 de outubro de 2011
49. ↑  «Muammar Gaddafi 'killed' in gun battle - Africa». Al Jazeera English. Consultado em 20 de novembro de 2011
50. ↑  «Libya's Gaddafi caught hiding like a "rat"» em inglês, acessado em 20 de outubro de 2011
51. ↑  «Video amador mostra Kadafi ainda vivo nas mãos de rebeldes» Terra, 20 de outubro de 2011.
52. ↑  «Premiê da Líbia confirma morte de Muammar Kadhafi em Sirte» (a matéria inclui vídeo da Al Jazeera, que mostra Kadhafi morto).Jornal do Brasil, 20 de outubro de 2011
53. ↑  «Kadafi morreu com tiro na cabeça, diz premiê interino da Líbia» iG, 20 de outubro de 2011.
54. ↑  MALONE, Barry (25 de outubro de 2011). «Gaddafi e filho são enterrados de madrugada, diz governo líbio». Reuters Brasil. Consultado em 25 de outubro de 2011
55. ↑  «Corpo de Gaddafi é enterrado em local secreto - Jovem Pan Online» [ligação inativa] (25 de agosto de 1981)
56. ↑  «Gaddafi's will tells Libyans: we chose confrontation as a badge of honour» em inglês, acessado em 12 de dezembro de 2011
57. ↑  «Revelado testamento de Kadhafi» acesso em 18 de dezembro de 2012
58. 1 2  «Many in Sub-Saharan Africa Mourn Qaddafi's Death» Página acessada em 13 de dezembro de 2011
59. ↑  «What does Gaddafi's death mean for Africa?» em inglês, acesso em 17 de dezembro de 2012
60. ↑  «Tears as Muslims pay respect to Col. Gaddafi» Página acessada em 13 de dezembro de 2011
61. ↑  "Remember years of agony in Libya, says Mahmoud Jibril"
62. ↑  «"World leaders react to Colonel Gaddafi's death"» Página acessada em 24 de janeiro de 2014.
63. ↑  «Vladimir Putin sets record for live phone-in as he is confronted over democracy» em inglês, acessado em 15 de dezembro de 2011
64. ↑  «Putin says US involved in Kadhafi killing» em inglês, acessado em 15 de dezembro de 2011
65. ↑  «Morte de Kadhafi pode ser considerada crime de guerra» acessado em 17 de dezembro de 2011
66. ↑  «Filha de Khadafi quer que TPI investigue morte do pai» acessado em 17 de dezembro de 2011
67. ↑  «"Libyan estimate: At least 30,000 died in the war"» Página acessada em 24 de janeiro de 2014.
68. ↑  HARRIS, Lillian Craig. Libya: Qadhafi's Revolution and the Modern State. Westview Press: Boulder, Colorado, isbn=0-8133-0075-4, 1986, p 43.
69. ↑  BLUNDY, David e LYCETT, Andrew. Qaddafi and the Libyan Revolution. Little Brown & Co: Boston e Toronto. isbn=978-0-316-10042-7. 1987. p 18.
70. ↑  Bazzi, Mohamad (27 de maio de 2011). «What Did Qaddafi's Green Book Really Say?». The New York Times. Consultado em 28 de outubro de 2011
71. ↑  HARRIS, cit. p 57.
72. ↑  HARRIS, cit. p 59.
73. ↑  HARRIS, cit. p 48.
74. ↑  BLUNDY e LYCETT cit. p. 98
75. ↑  HARRIS, cit. p 54.
76. ↑  HARRIS, cit. p 43.
77. ↑  HARRIS, cit. p 45, 50.
78. ↑  BLUNDY e LYCETT cit. p. 87.
79. ↑  «Libya and the U.S.: Qadhafi Unrepentant» em inglês, acesso em 10 de outubro de 2013
80. ↑  BLUNDY e LYCETT cit. p. 19
81. ↑  «All of Europe should convert to Islam: Gaddafi» em inglês, acesso em 11 de outubro de 2013.
82. ↑  «Gaddafi causes a stir, opens new national mosque in Uganda». Consultado em 11 de outubro de 2013. Arquivado do original em 13 de novembro de 2013 em inglês, acesso em 11 de outubro de 2013.
83. ↑  HARRIS, cit. p 33, 53.
84. ↑  BLUNDY e LYCETT cit. p. 18, 54.
85. ↑  «The Makeover» em inglês, acesso em 11 de outubro de 2013
86. ↑  «Gaddafi as orator: A life in quotes» em inglês, acesso em 11 de outubro de 2013.
87. ↑  «The One-State Solution» em inglês, acesso em 11 de outubro de 2013.
88. ↑  BLUNDY e LYCETT cit. p. 19, 197.
89. 1 2 3  Charkow, Ryab (22 de fevereiro de 2011). «Moammar Gadhafi and his family». CBC News. Consultado em 22 de fevereiro de 2011
90. ↑  «Mandela hails South Africa election results». CNN. 6 de junho de 1999. Consultado em 28 de fevereiro de 2011
91. ↑  Kareem Fahim; David D. Kirkpatrick (21 de agosto de 2011). «Little Resistance as Rebels Enter Tripoli». The New York Times. Consultado em 21 de agosto de 2011
92. ↑  «Gaddafi Son in Libyan Rebel Custody». Al Jazeera. 21 de agosto de 2011. Consultado em 21 de agosto de 2011
93. ↑  «Aid Sought for Alleged Gadhafi Torture Victim». Voice of America. 2 de setembro de 2011. Consultado em 27 de setembro de 2011
94. ↑  Gillette, Christopher; Gamel, Kim (20 de outubro de 2011). «Gadhafi son Seif al-Islam captured, wounded». Associated Press. Sirte. Consultado em 20 de outubro de 2011
95. ↑  «Gaddafi's son Saif al-Islam captured in Libya». BBC. 19 de novembro de 2011. Consultado em 19 de novembro de 2011
96. ↑  «INTERPOL issues global alert following threat identified in UN sanctions resolution targeting Libya's Colonel Al-Qadhafi and others». Interpol. 4 de março de 2011. p. 3. Consultado em 21 de outubro de 2011. Arquivado do original em 9 de dezembro de 2011
97. ↑  Bremner, Charles (4 de fevereiro de 2005). «Hannibal gives Gaddafi a bad name». The Times. Londres. Consultado em 13 de maio de 2010
98. ↑  Tages-Anzeiger, 17 August 2009; The Australian, 17 August 2009.
99. ↑  Libya – 20 October 2011|Al Jazeera Blogs
100. ↑  "Qaddafi Is Said to Survive NATO Airstrike That Kills Son" The New York Times, 30 April 2011
101. ↑  «Gaddafi son Khamis, spy chief believed dead: rebels». Reuters. 30 de agosto de 2011. Consultado em 1 de setembro de 2011
102. ↑  «Saif al-Islam al-Gaddafi v. The Daily Telegraph». 21 de agosto de 2002. Consultado em 9 de agosto de 2008
103. ↑  «The Gaddafi family tree» BBC News, 21 February 2011
104. ↑  See Accuracy in Media article here
105. ↑  «Hana Gaddafi, Libyan Leader's Presumed Dead Daughter, May Be Still Alive: Reports». Huffington Post. Consultado em 1 de setembro de 2011
106. ↑  Brian Lee, Davis (1990). Qaddafi, terrorism, and the origins of the U.S. attack on Libya (em inglês). [S.l.: s.n.] p. 141
107. ↑  (em inglês) Accuracy in media, ed. (22 de fevereiro de 2011). «NBC's Mitchell Regurgitates Gaddafi Lies»
108. ↑  «Dental records for Hana Gaddafi reopen mystery of Libyan leader's daughter». Feb17.info. 12 de agosto de 2011. Consultado em 1 de setembro de 2011. Arquivado do original em 13 de dezembro de 2013
109. ↑  Ian Black Middle East editor (22 de fevereiro de 2011). «Gaddafi's confidant is Abdullah Senussi, a brutal right-hand man». The Guardian. UK. Consultado em 22 de fevereiro de 2011

## Ler mais
- Cooley, John K. (1983). Libyan Sandstorm. London: Sidgwick & Jackson. ISBN 978-0-283-98944-5
- Davis, Brian Lee (1990). Qaddafi, Terrorism, and the Origins of the U.S. Attack on Libya. New York: Praeger. ISBN 0-275-93302-4
- El-Khawas, Mohamad A. (1986). Qaddafi: His Ideology in Theory and Practice. [S.l.]: Amana. ISBN 978-0-915597-24-6
- Forte, Maximilian (2012). Slouching Towards Sirte: NATO's War on Libya and Africa. [S.l.]: Baraka Books. ISBN 978-1926824529
- Hilsum, Lindsey (2012). Sandstorm: Libya in the Time of Revolution. London: Faber and Faber. ISBN 978-0-571-28803-8
- Monti-Belkaoui, Janice; Monti-Belkaoui, Ahmed (1996). Qaddafi: The Man and His Policies. [S.l.]: Avebury. ISBN 978-1-85972-385-2